# Lechner Gyula (mérnök)
Lechner Gyula (Kassa, 1816. május 17. – Budapest, 1881. március 26.) mérnök, honvédhadnagy, középítési felügyelő, minisztériumi osztálytanácsos.

## Életútja
A pesti Mérnöki Intézetben tanult, ahol 1836-ban végzett, ezután az Építési Igazgatósághoz került. 1844-ben a pozsony-nagyszombati vasút építésén dolgozott és folyószabályozási munkálatokat végzett. 1867-ben szakvéleményt adott a Herrich-féle Tiszántúli Öntözőcsatornáról, amely indokot szolgáltatott a munkálatok megkezdésének elodázására, végül meghiúsítására. Felesége Habinay Fanny volt.
Cikkei a Magyar Mérnök- és Építészegylet Közlönyében (I. 1867. Előadás a Tisza-Körösi hajózási és öntöző csatorna ügyében, csatornaterv rajzokkal. A földöntözés különböző nemei főtekintettel arra, hogy melyik hova illik leginkább, melléklet az előbbeni Előadáshoz.)